# 1531 en philosophie
Chronologie de la philosophie
- 1527
- 1528
- 1529
- 1530
- 1531
- 1532
- 1533
- 1534
- 1535

L’année 1531 a été marquée, en philosophie, par les événements suivants :

## Publications
- Jean Louis Vivès : De disciplinis, ouvrage en 20 livres, considéré par Vivès lui-même comme son chef-d’œuvre. Il est composé de trois parties : De causis corruptarum artium (« Sur les causes de la corruption des arts ») ; De tradendis disciplinis (« Sur la transmission des savoirs ») ; De artibus (« Sur les arts »). Dans la première partie, Vivès examine les vices des principales disciplines enseignées dans les écoles et universités (grammaire, dialectique, rhétorique, philosophie naturelle, morale et droit civil), et attaque avec virulence les méthodes et mœurs scolastiques, ainsi que la dévotion de ses contemporains pour Aristote (extraits traduits) [archive]. Dans la deuxième partie, il propose une réforme de l’éducation dans laquelle le savoir du maître, au lieu d'être tourné vers lui-même, serait dirigé vers l’édification chrétienne de l’élève : cette partie est notamment connue pour ses jugements sur la bibliographie de l’époque, et pour avoir mis en lumière l’importance de l'histoire, « qui l’emporte, dit Vivès, sur toutes les disciplines. » Dans la troisième partie, l’auteur expose les règles de la philosophie première, c’est-à-dire de la métaphysique et de la dialectique, en les simplifiant autant que possible d’après les exigences de la clarté humaniste.

## Naissances
- 4 octobre à Sarnano, dans les Marches, Italie, alors dans la États pontificaux : Costanzo da Sarnano, né Gasparo Torri, (mort à Rome le 20 décembre 1595), cardinal italien du XVIe siècle. Il est membre de l'ordre des conventuels. Costanzo da Sarnano est professeur de philosophie et de théologie à l'université de Pérouse, à l'université de Padoue et à l'université de Rome et est un prédicateur connu.